# Adam Blackley
Adam L. Blackley (Melbourne, 22 februari 1985) is een Australische honkballer van 1 meter 85 lang en 100 kilogram zwaar.

## Loopbaan
Blackley, een linkshandige werper, begon zijn loopbaan bij de Australische hoofdklassevereniging Cheltenham Rustlers. Hier speelde hij zowel in de junioren als senioren in de hoogste klasse tot het seizoen 2006. In 2003 tekende hij een contract bij de Boston Red Sox die hem vervolgens liet uitkomen in de clubs in de minor leagues, Greenville Drive in de South Atlantic League en de Lowell Spinners uit de New York-Pennsylvania league. In de wintertijd (zomer in zijn eigen land) bleef hij uitkomen voor zijn vereniging Cheltenham Rustlers.

## Nationale team
Tevens maakt hij deel uit van het nationale honkbalteam van zijn land waarvoor hij in 2006 uitkwam tijdens de Intercontinental Cup en in 2008 tijdens het Olympisch kwalificatietoernooi in Táijhong in Taiwan. In 2009 zat hij wel in de voorlopige selectie maar kwam niet uit voor het team.

## Vervolg in Nederland
Nadat in 2008 de Boston Red Sox zijn contract beëindigden kwam hij uit voor de El Paso Diablos, een dochterclub van de California Angels en in Australië voor de Victoria Aces. In 2009 kwam Blackley naar Nederland om uit te komen als werper voor de Amsterdam Pirates. Hij won zijn eerste vier wedstrijden in april en mei en verloor de vijfde tegen HCAW. Hij is de jongere broer van Major League-werper van de Philadelphia Phillies, Travis Blackley.